# Gastronomía de Asiria
La Gastronomía de Asiria es muy similar a otras cocinas de Oriente Medio y caucásicas, como la cocina griega, la cocina libanesa, la cocina turca, la cocina israelí y la cocina armenia, y la mayoría de los platos son similares a las cocinas de la zona en la que viven y se originan los asirios.
El arroz se sirve generalmente con cada comida acompañada de un guiso que se vierte sobre el arroz. El té se consume generalmente en todo momento del día con o sin comidas, solo o como una bebida social. El queso, las galletas saladas, los bizcochos, los baklawa u otros bocadillos a menudo se sirven junto con el té como aperitivos. Se pueden aplicar restricciones dietéticas durante la Cuaresma en la que ciertos tipos de alimentos no se pueden consumir; A menudo significa derivado de animales.
La principal diferencia entre las cocinas asirias y otras de Oriente Medio es que el alcohol es bastante popular, con varias tradiciones de elaboración de cerveza específicamente en forma de arak, cerveza de trigo y vino orgánico que prevalecen entre ellas. A diferencia de la cocina judía y la cocina islámica en la región, la carne de cerdo está permitida ya que los asirios son cristianos, sin embargo, no se consume ampliamente en los países árabes, Turquía o Irán debido a las restricciones de disponibilidad impuestas por la mayoría musulmana.

## Variaciones de la gastronomía y diferencias regionales

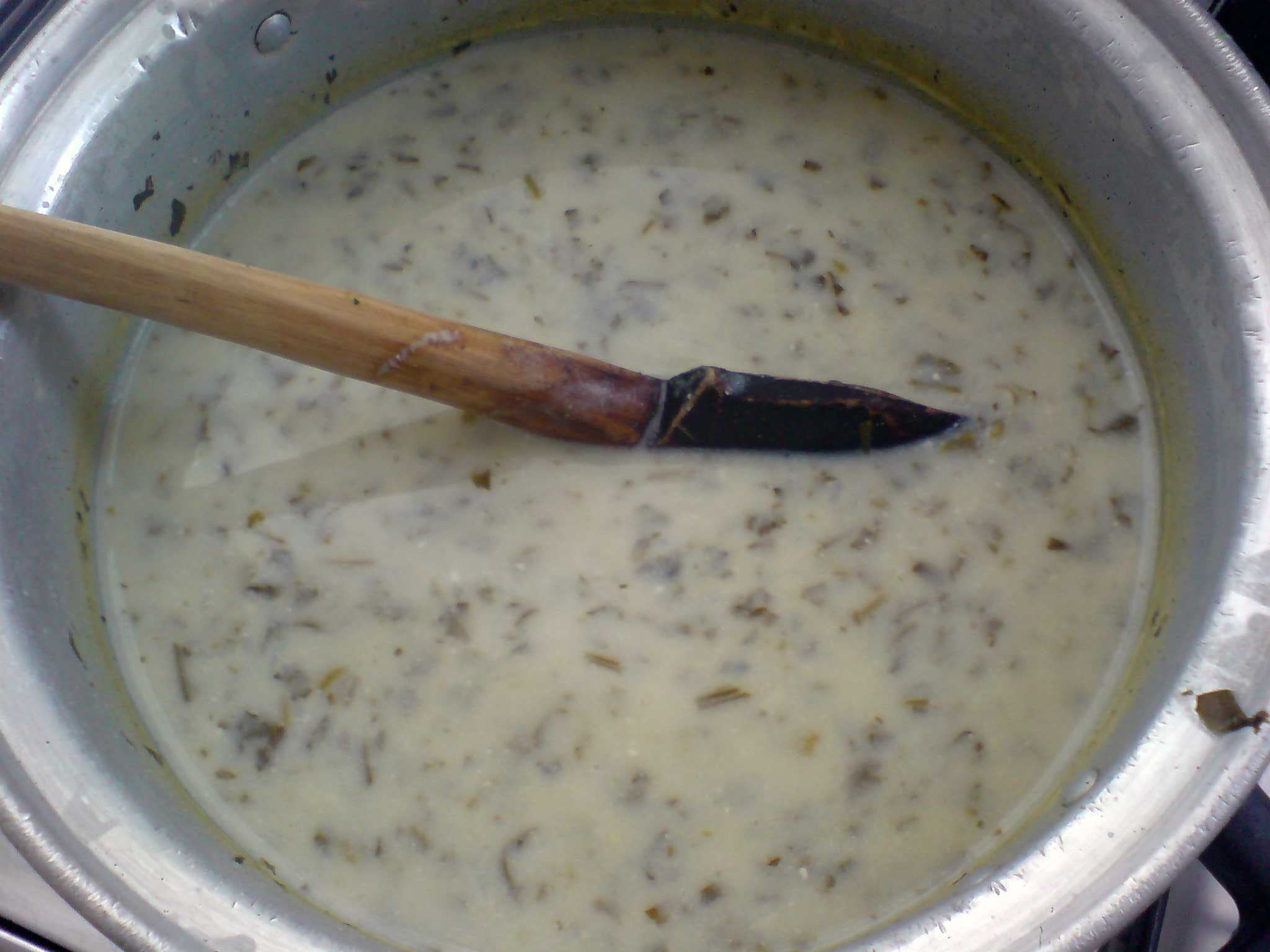
Bushala (o boushala)

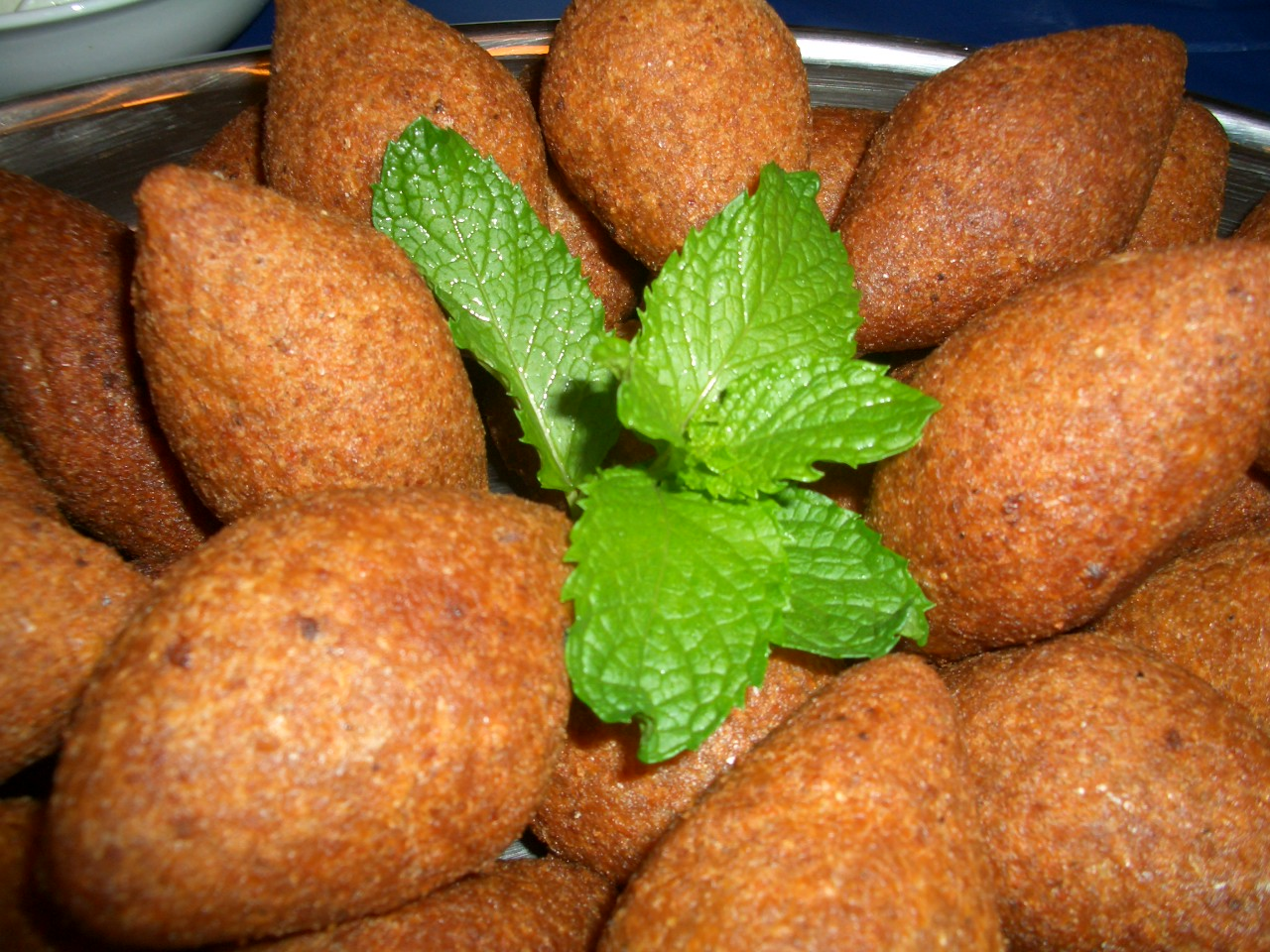
Kubba

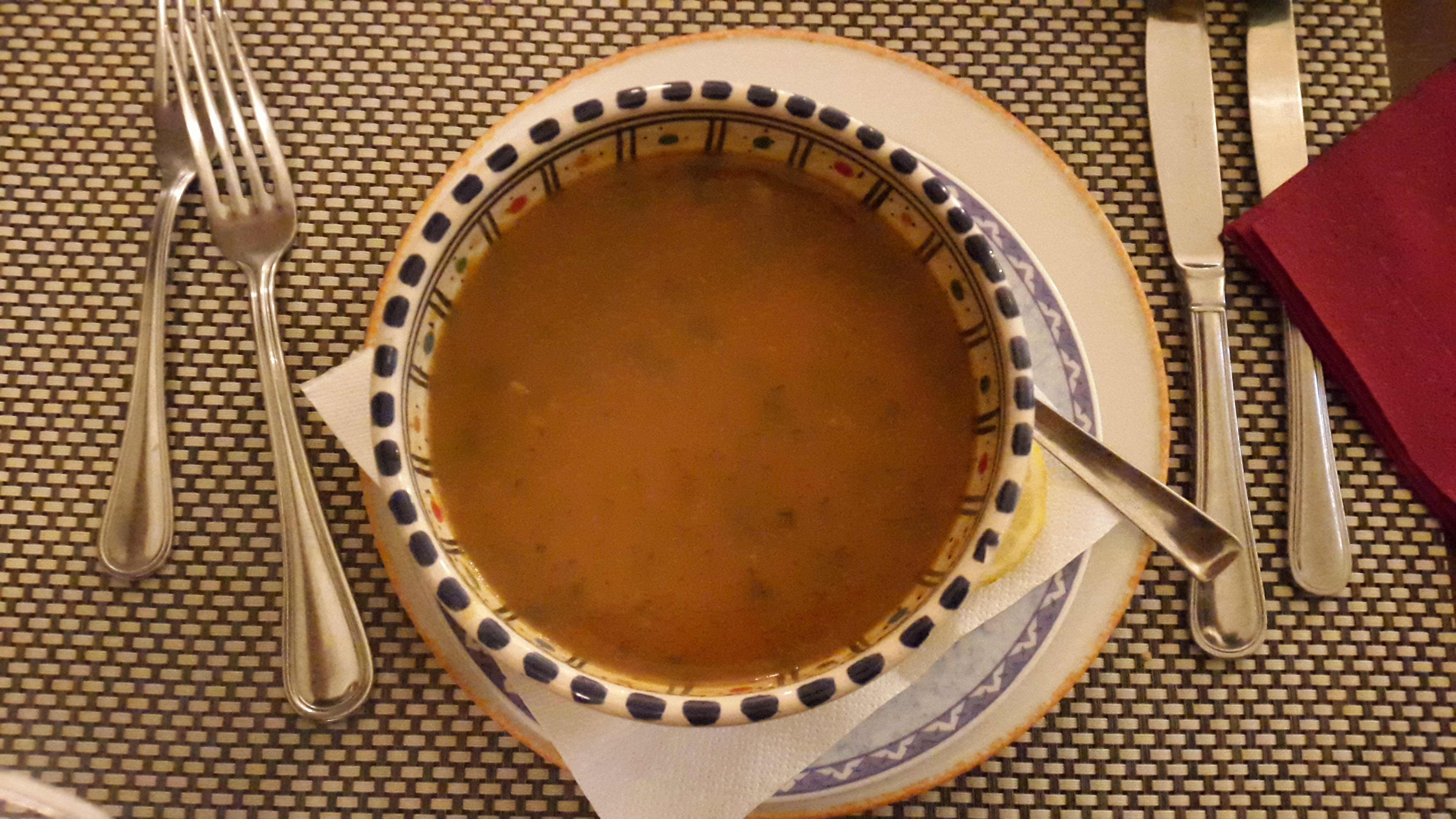
Tlokheh (sopa de lentejas)

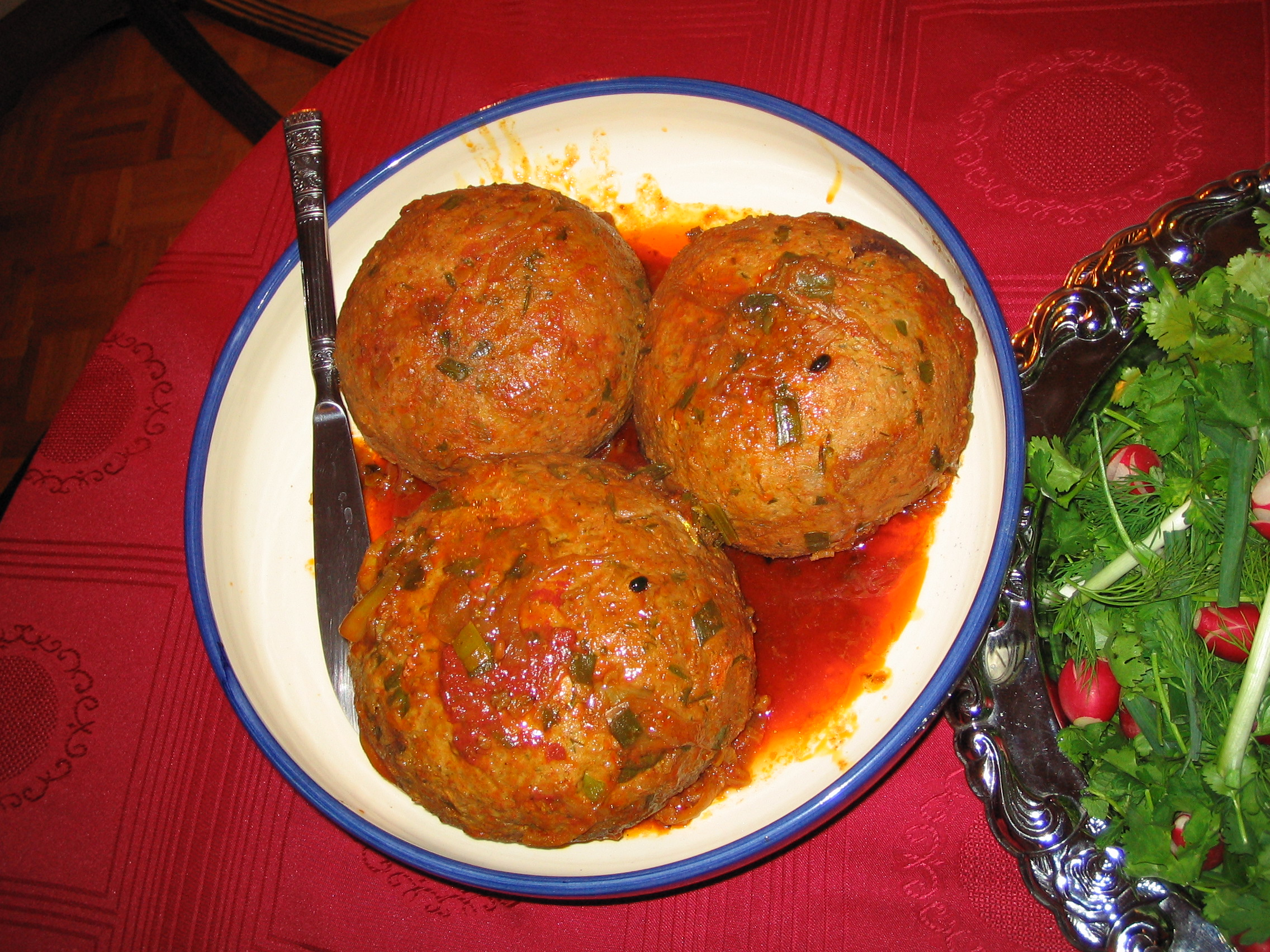
Koofteh tabrizi

La mayoría de las veces, la preparación de las comidas por parte de la diáspora asiria (aquellos que viven fuera de su patria ancestral) refleja la región en la que se encuentran los ancestros individuales. Los alimentos consisten en ingredientes similares, sin embargo, la forma en que se preparan varía ligeramente de una región a otra. En la diáspora asiria, los individuos tienden a combinar las auténticas comidas asirias con las comidas étnicas de esa región en particular.
Como los asirios son ahora una minoría étnica y una minoría religiosa en todas las regiones en las que viven tradicionalmente, su cocina local también contiene elementos de sociedades y grupos étnicos vecinos. La mayoría de la cocina iraquí está incorporada a la cocina asiria iraquí, y lo mismo ocurre con los asirios de Irán, Siria o Turquía. El falafel con amba, por ejemplo, es muy popular entre los asirios y es especialmente común durante las vacaciones y otras festividades que requieren restricciones dietéticas que exigen la abstinencia de alimentos y productos derivados de animales. También han sido inspirados por turcos y persas, y comían un plato llamado bushala, que es una sopa de yogur equivalente a la ensalada iraní Ash-e, que contiene verduras de hoja. Este plato no es conocido entre la mayoría de los pueblos Tyari, donde en cambio usan el término bushala para un tipo de sopa (similar al arroz de la India) que contiene solo yogur y arroz que se puede sazonar con mantequilla y aceite de oliva. Este plato se conoce como girdoo en otras tribus asirias, para diferenciarlo de la sopa frondosa del mismo nombre de bushala.

## Desayuno
Los desayunos comunes incluyen huevos fritos y tomates sazonados con diversas especias y huevos revueltos mezclados con vegetales. Los huevos pasados por agua a menudo se producen cuando los miembros de la familia están enfermos, ya que muchos creen que es muy saludable. Harissa, una papilla asiria tradicional hecha de pollo, trigo y una cantidad generosa de mantequilla, generalmente hecha durante la Navidad, también se come como desayuno para algunos porque se percibe como una comida pesada y nutritiva. El yogur casero llamado mastā puede comerse solo con pan, o mezclarse con pepinos, ajo, sal, menta y aceite de oliva llamado "jajik".
Los quesos surtidos y el "samoon" (pan asirio grueso) también son muy populares. Baklawa, kelecheh y kadeh también se pueden comer durante el desayuno. "Gehmar" es una crema rica que se consume con miel o jarabe de dátiles en Samoon. Durante la Cuaresma, la carne y los productos lácteos son mal vistos por razones religiosas, y muchos asirios suelen freír una mezcla de tomates cortados en cubitos, cebollas, papas y pimientos verdes con una cantidad generosa de aceite de oliva, agregándole especias como el curry, el pimiento rojo. , pimentón, sal y pimienta. Generalmente se come con samoon, lawasha (pan plano, sin levadura) o pan de pita. Los desayunos de Cuaresma también incluyen tahini mezclado con jarabe de higo o dátiles llamado "napukhta", que se come nuevamente con los panes mencionados anteriormente. Halawah, que es una pasta de sésamo mezclada con pistachos, también es popular durante la Cuaresma.

## Aperitivos

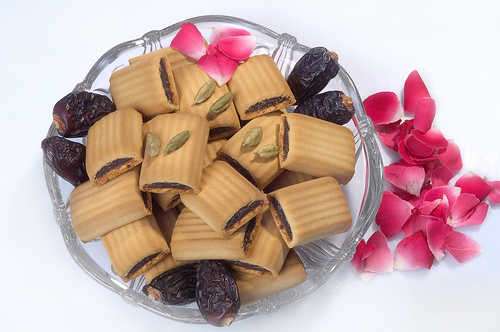
Kleicha

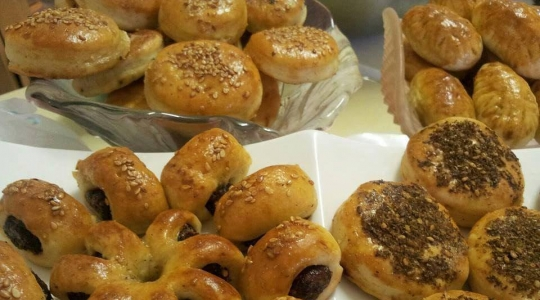
Kelecheh

La maza asiria (ܡܙܐ) es similar a Mezes de cocinas relacionadas que pueden incluir hummus (ḥemṣē ṭḥīnē), baba ghanouj, tapoula, fattoush, verduras y salsa, burek (rollo de huevo frito relleno con carne molida o pollo, cebollas, perejil y varias especias), etc. Las habas, conocidas como baqqilē, y los garbanzos, conocidos como ḥemṣē o ḥerṭmanē (ܚܪܛܡܢܐ), son muy comunes en las sopas, ensaladas y se encuentran en muchos alimentos. Las almendras fritas y las pasas también se utilizan, pero no como aperitivos, sino como guarniciones para los platos principales. Patata frita es un puré de patatas frito relleno de carne molida, perejil y cebolla.
El "kubba" hecho con carne molida y una cáscara externa de trigo molido se aplana y luego se fríe o se hornea al horno es otro de los favoritos de la maza, y se suele comer con salsa de salsa de tomate o de bistec. Otra maza popular es el tourhee que literalmente significa escabeche. Muchos tipos diferentes de vegetales están en escabeche como pepinos, coles, zanahorias, coliflor, remolachas y pimientos.
Es muy cierto que la dieta de los asirios está influenciada por la comida de la región en particular en que viven las personas en la diáspora, pero, sin embargo, los asirios tienen sus propios alimentos distintos de la zona donde viven. Tourshea es un vegetal en escabeche que es asirio. En los Estados Unidos de América, la influencia de la dieta de los EE. UU. Es vista por muchas personas que agregan azúcar a los encurtidos, mientras que los asirios de Medio Oriente no agregan azúcar. Dolma (verduras rellenas), hojas de uva (dolma durpeh) y col (dolmeh kalama) son alimentos asirios.
Los asirios de Estados Unidos. Son los menos influenciados por la comida en los EE. UU., Probablemente porque la dieta de los EE. UU. Y los alimentos asirios son muy diferentes. Reesheh shickle, la sopa de cerdo es otro plato asirio, aunque debido a que es cerdo, no es tan común. El arroz de eneldo con habas es puramente iraní, mientras que el arroz asirio se cuece con mantequilla pura. Los asirios tienen un khoodoosh distinto, un guiso hecho de judías verdes y carne roja. Harissa es la comida navideña asiria hecha con un pollo entero y pirda (trigo). Estos son considerados los alimentos "puros" asirios.

## Almuerzo y cena

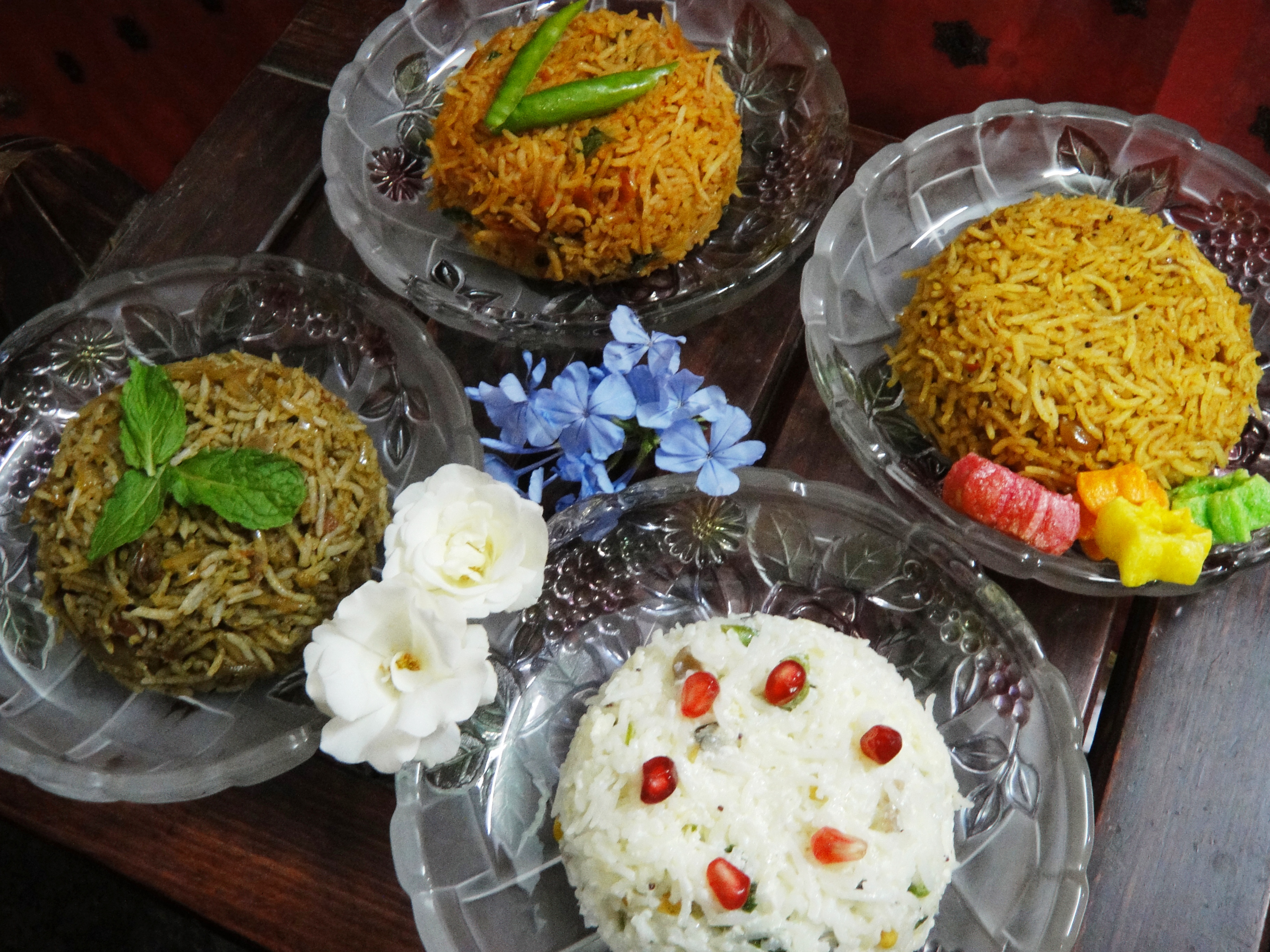
Basmati

No hay diferencia entre el almuerzo y la cena para los asirios, ya que existen con otras culturas, se les conoce como kawitrāw kharamsha o ˁurāytā w ḥšāmtā (ܚܕܝܐ ܘ ܥܫܝܐ). El almuerzo y la cena consisten típicamente en arroz basmati que puede prepararse ya sea simple, rojo (smooqah), amarillo (zardah) o simple con fideos miniatura fritos llamados sha'riya. Alternativamente, también hay arroz verde (reza qeena), que tiene sabor y se sazona con habas y eneldo, que le dan un color verde. En lugar de arroz, gurgur (burghul o "perda" en asirio) se puede preparar de la misma manera que el arroz. La carne de res y pollo Kebab, a la parrilla en pinchos o escupida, también se comen a la hora de la comida.
Biryani es un plato de arroz asirio con sha'riya hecho de guisantes, papas fritas en cubos, almendras, pasas, rodajas de huevos duros y pollo. Rezza Smooqah (arroz rojo) a menudo se hace con pollo o carne. El arroz generalmente se acompaña con un guiso, llamado shirwah, con una base de caldo (preparado con pasta de tomate, agua, especias) y un ingrediente vegetal principal (papas, frijoles, quingombas, judías verdes, espinaca, coliflor o calabacín). Se pueden agregar colas de res, pollo o buey según el gusto y la disponibilidad. Durante la Cuaresma, la carne se omite por razones religiosas. Una ensalada asiria tradicional consiste en tomates en cubos, pepinos, pimientos y cebollas rojas hechos con un aderezo casero de limón, vinagre, sal, pimienta y aceite de oliva.
Otros diversos tipos de platos especiales asirios incluyen thlokheh (lentejas cocinadas con curry y sha'riya), kofta (kipteh, albóndigas de carne molida con perejil, arroz, cebolla y especias en un estofado a base de tomate), hamaca kuba (carne de res larga) Las albóndigas con una cáscara externa de trigo agrietado, muy similar al kibbeh frito sirio y libanés, y girdo (o girdu) es una papilla hecha de arroz y yogur agrio, servida con jarabe de higo o higo.
Otras especialidades asirias tradicionales incluyen Tepsi (una cazuela hecha en capas de papas fritas, berenjenas fritas, pimientos verdes fritos, cebollas fritas, carne y tomates empapados en salsa de tomate y al horno, no como la versión levantina de moussaka), Shamakhshi (berenjena frita enrollada rellena con carne molida en salsa de tomate), Dolma (arroz y salsa de tomate rellena con hojas de parra, repollo, varios pimientos, calabacín y berenjena), Masgouf (pescado condimentado con aceite de oliva, sal y cúrcuma, cubierto) con tomates, papas y cebollas, luego al horno) y Lahmacun (pan plano con carne molida, pasta de tomate, especias y cebollas).
Las semillas de sésamo son importantes para la cocina y se utilizan para hacer tahini, incluso hay un cuento popular asirio sobre los dioses que beben vino de sésamo la noche antes de que crearan la tierra.

## Sopas y guisos

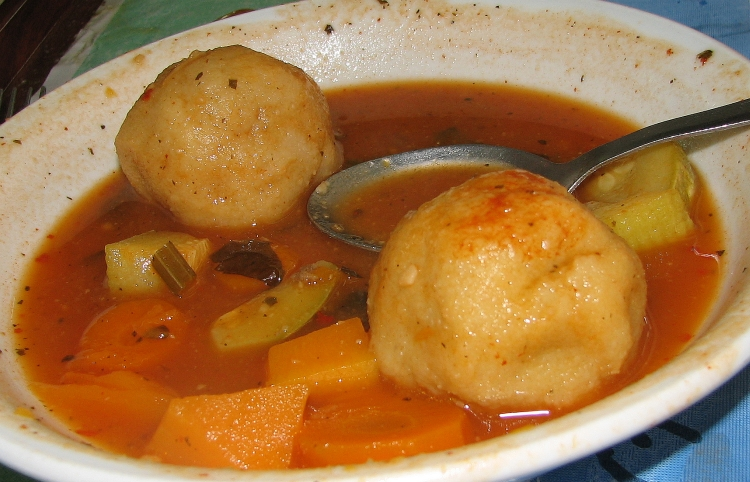
Kubbeh, mercado Mahane Yehuda, Jerusalén.

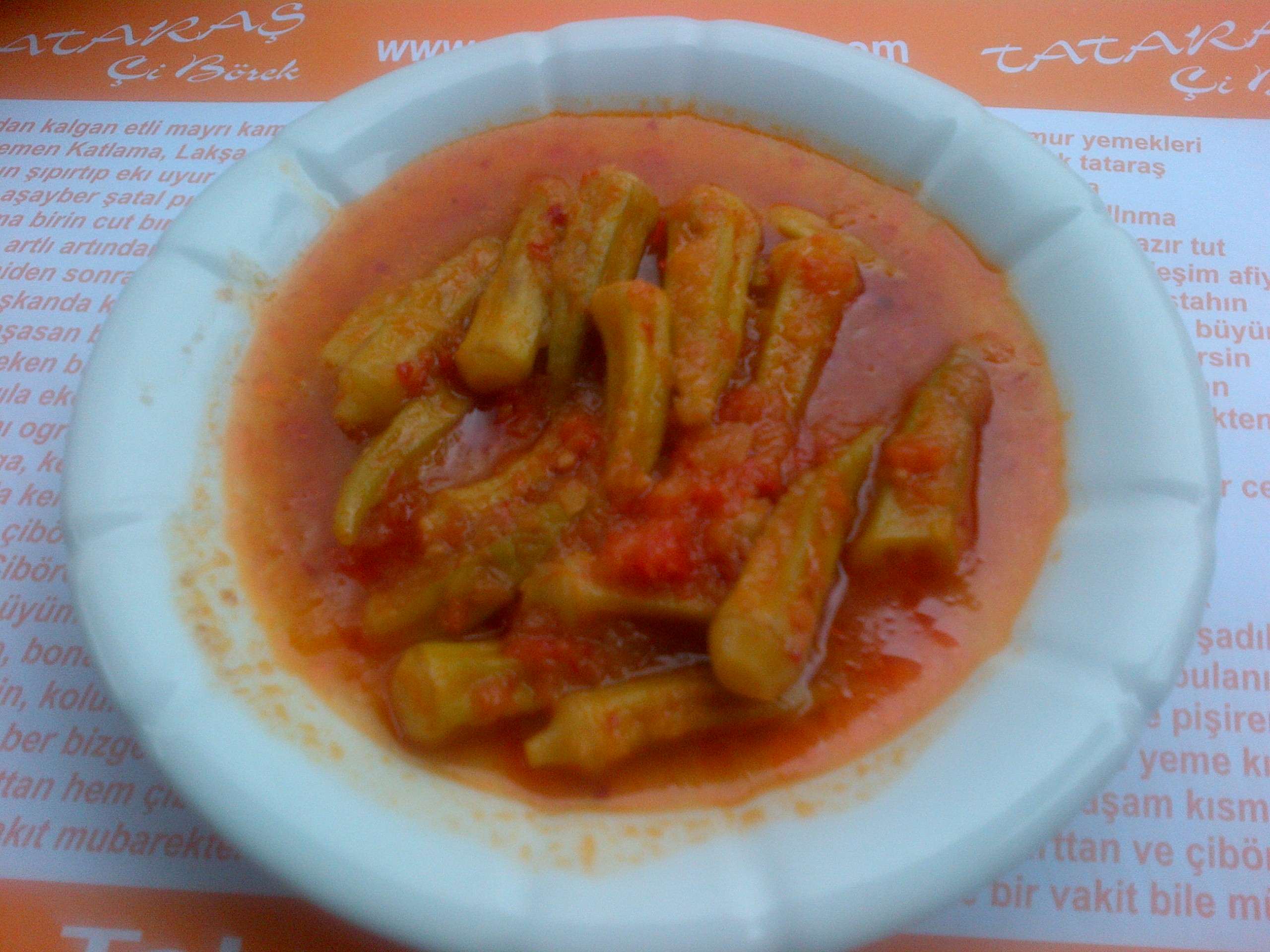
Estofado de Okra en Turquía

Boushala (o bushala) es uno de los platos más antiguos conocidos, es una sopa a base de yogur con verduras variadas como la acelga o espinaca y trigo bulgur. [3] Esta sopa se puede servir caliente o fría. [3] Dikhwah (o dokhwa) es un guiso pesado a base de yogur seco con cebada y carne.
Harissa (o hareesa) es una papilla hecha con bayas de trigo peladas, pollo o ternera deshuesada y caldo, que a veces se come con mantequilla o canela.
Tashrib (o tashreeb) una sopa hecha de garbanzos, cebollas y carne de pollo o cordero, que a menudo se sirve sobre el pan en el desayuno. Tashrib es similar a un plato sirio llamado fatta y un plato iraquí llamado tashghib, hay variaciones del plato que pueden incluir más ingredientes como lentejas, fideos y granada.
Pacha (es similar a los platos armenios y turcos) este guiso pesado consiste en estómago de cordero relleno de arroz, sesos, lengua, hígado o tripas.

## Los postres
Hay varios tipos diferentes de postres, como pasteles y galletas, que incluyen Baklava, Kulecheh, Kadeh, Nazoochi y otros. Debido a la influencia de la ocupación post otomana de Irak y Siria por parte de los británicos y franceses, muchas aduanas fueron recogidas por los administradores coloniales, y el té y las galletas a menudo se comen como bocadillos.
Kadeh parece un pan espeso, plano y amarillento, aunque contiene mucha mantequilla, huevos y azúcar, lo que lo convierte en un pastel muy dulce. Kadeh generalmente se prepara junto con Kulecheh y se sirve durante la Navidad. Nazoochi es similar a Kadeh, pero más dulce y cortada en forma de triángulo, se sirve durante la hora del té o durante eventos sociales.

## Bebidas

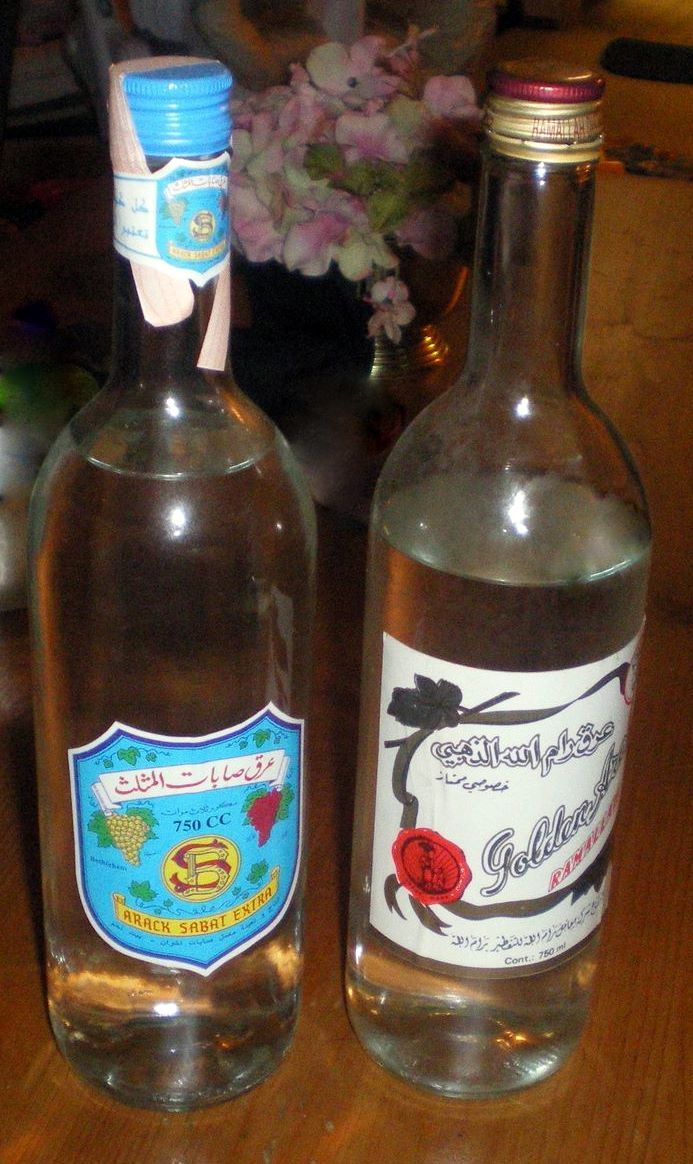
Arak palestino

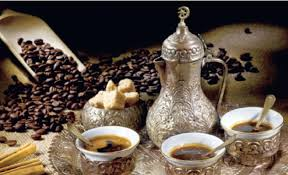
Café árabe

Las bebidas alcohólicas se consumen a diferentes ritmos en la comunidad asiria según la geografía. Arak es una de las bebidas alcohólicas más populares y se puede destilar de uvas o dátiles. Es un alcohol fuerte, por lo que a menudo se sirve con comida, sabe a regaliz negro y es transparente hasta que se mezcla con agua, que luego se convierte en blanco lechoso. Las comunidades rurales asirias a menudo tradicionalmente elaboran su propia cerveza de trigo orgánico y producen su propio vino.
Daweh es una bebida popular de yogur hecha con yogur, agua, sal y, a veces, menta, se consume durante el verano cuando hace calor. El té negro casi siempre se bebe en la mañana con el desayuno asirio. El té asirio se bebe con azúcar y leche evaporada, a diferencia de la leche o crema regular. El té de limón seco, o chai noomi basra, un té de hierbas árabes, se puede consumir para tratar el malestar estomacal y la indigestión.
El café asirio tradicional se hace en Jezve de bronce grande (que está cubierto con imágenes asirias) y se sirve como endulzado, similar al café turco. El café turco, que es un remanente de los tiempos otomanos, a menudo se usa de la misma manera, aunque con un toque de adivinación llamado finjan, que es una forma de tasseografía. Cuando se consuma el café, el adivino mirará el fondo de la taza y le leerá su futuro.